# Joaquín Goyache Goñi
Joaquín Goyache Goñi (Pamplona, 1962) es un catedrático universitario del Departamento de Sanidad Animal de la Facultad de Veterinaria de la Universidad Complutense de Madrid. Desde el año 2019, es rector de la Universidad Complutense de Madrid (UCM).

## Biografía
Goyache es catedrático de Universidad en la UCM, institución a la que ha permanecido estrechamente ligado desde el inicio de sus estudios. Durante años, ha desarrollado distintas labores de gestión universitaria. Ha sido Vicedecano de Alumnos de la Facultad de Veterinaria de la UCM y posteriormente fue elegido Decano (2003-2011) de la misma. También ha sido Director de los Cursos de Verano de la UCM, Vicerrector de Organización de la UCM y, finalmente, Vicerrector de Posgrado y Formación Continua de la Universidad Complutense entre los años 2013 y 2015 durante el mandato de José Carrillo Menéndez.
Tras ocupar diferentes cargos en la UCM, el 3 de abril de 2019, ganó las elecciones a rector de la Universidad Complutense de Madrid, sucediendo en el cargo a Carlos Andradas. En su campaña utilizó el lema "Haz tuyo el cambio", aludiendo a la necesidad de dar un giro a la Universidad Complutense de Madrid con la intención, según su candidatura, de recuperar el prestigio perdido en los años anteriores y en el que hacía un llamamiento a la comunidad complutense para formar parte de dicho cambio. Su toma de posesión tuvo lugar el 12 de junio de 2019. 
El 29 de marzo de 2023, revalidó su mandato como rector por 6 años, al ganar las elecciones en segunda vuelta con un 54,9% de los votos. Tomó posesión de su cargo el 27 de junio de 2023.

### Formación
Goyache estudió veterinaria en la Universidad Complutense de Madrid, licenciándose en 1985 y doctorándose por la misma universidad en 1991. Desde 1986, ha trabajado en la Facultad de Veterinaria de la UCM, como beneficiario de una beca de Investigación del Ministerio de Educación. Además, realizó una estancia posdoctoral de un año en el Departamento de Microbiología y Patología de la Universidad Estatal de Washington (Pullman, WA, EE. UU.) con una Beca de la Fundación Ramón Areces. [cita requerida]

## Doctorhonoris causay otras distinciones
El 20 de septiembre de 2022, Joaquín Goyache Goñi fue investido doctor honoris causa por la Universidad Nacional Mayor de San Marcos (Perú).[cita requerida]. El 2 de junio de 2023, se le otorgó el título de doctor honoris causa por la Universidad de Buenos Aires. 
Además, es Presidente de Honor del Colegio Oficial de Veterirnarios de Madrid (COLVENA) y ha sido distinguido con la Cruz del Mérito Militar con Distintivo Blanco. 

## Investigación
También ha formado y forma parte de numerosos comités y comisiones nacionales e internacionales entre los que destacan la pertenencia al Comité Ejecutivo de la Asociación Europea de Facultades de Veterinaria (European Association of Establishments for Veterinary Education, EAEVE) o la elaboración del Libro Blanco sobre el Título de Grado en Veterinaria. Además, también ha actuado como evaluador de Facultades de Veterinaria Europeas, en calidad de experto en Ciencias Básicas.
Desde su incorporación al Departamento de Sanidad Animal y, posteriormente, al Centro VISAVET, ha llevado a cabo investigaciones en aspectos tan diversos como las enterotoxinas estafilocócicas o las enfermedades transmisibles en acuicultura y en especies de interés cinegético, y estudios de patogenia y morfogénesis del Virus de la Leucosis Bovina (BLV).
La gran mayoría de sus investigaciones se han centrado en las enfermedades transmisibles de animales salvajes y exóticos, en enfermedades “desatendidas” (neglected diseases), en el desarrollo de sistemas de inmunodiagnóstico de diversas toxinas mediante el empleo de anticuerpos monoclonales y en el estudio de la utilización de vacunas de diseño como herramientas de control alternativas al empleo de antibacterianos en producción animal.
En los últimos veinticinco años ha participado en multitud de proyectos de investigación de financiación pública (nacional e internacional) y convenios universidad-empresa, que han dado lugar a la publicación de más de 120 artículos (61 de ellos en Revistas indexadas por el Journal of Citation Report). Cuenta con seis periodos de Investigación ("sexenios") y seis periodos docentes ("quinquenios") valorados positivamente, además de un sexenio de Transferencia (este último reconocido en la única convocatoria realizada hasta el momento).  

## Labor docente
En su labor docente se ha centrado en los campos de Microbiología e Inmunología, tanto en la antigua Licenciatura de Veterinaria y el actual Grado en Veterinaria, así como en la Licenciatura de Ciencia y Tecnología de los Alimentos. Estos campos también han sido objeto de su labor docente en los másteres de Investigación en Ciencias Veterinarias (UCM), Gestión de Desastres (UCM/UPM), Sanidad y Producción Porcina (ULI/UCM/UZ) y el doctorado en Veterinaria de la Universidad Complutense.
También ha ejercido como director de 12 tesis doctorales y 2 tesinas de licenciatura centradas en la investigación de patología veterinarias diversas.

## Acontecimientos importantes durante su mandato

### Concesión del TítuloAlumni Ilustrea Isabel Díaz Ayuso
En 2023 la Universidad Complutense concedió el reconocimiento de alumna ilustre por primera vez a una política en activo y con capacidad de decisión sobre la propia universidad. Esta decisión despertó polémica por el momento y forma del reconocimiento. Se denunció que el Rectorado de la UCM impuso nombrar a la política Isabel Díaz Ayuso 'alumna ilustre' sin el voto de los profesores y sin haber pasado por la Junta de la Facultad. El día del reconocimiento la policía y el personal de seguridad de la propia Universidad impidieron el acceso al campus de estudiantes y profesorado si no portaban el carné que acreditase su pertenencia a la Facultad de Ciencias de la Información. Por el contrario, sí que se permitió el acceso de miembros de Nuevas Generaciones del Partido Popular.

### Acampada Universitaria por Palestina
Entre el 7 de mayo y el 7 de junio de 2024, los estudiantes de las universidades públicas de Madrid (UCM, UAM, UCIII, UPM, URJC y UNED) acamparon en el Campus de Ciudad Universitaria, enfrente del Vicerrectorado de Estudiantes y en la Plaza de Ramón y Cajal exigiendo, entre otras cosas, la ruptura de relaciones por parte de las universidades madrileñas con universidades israelíes volcadas en el desarrollo armamentístico y empresas españolas e internacionales que financiasen al Estado de Israel, así como el reconocimiento de que los bombardeos, desplazamientos, corte de corredores humanitarios, secuestros y asesinatos que perpetraba el ejército israelí desde el 7 de octubre de 2023 en todo el territorio palestino, constituían un genocidio contra el pueblo palestino. En la acampada llegaron a instalarse en la Acampada unas 700 personas entre profesores y estudiantes.
Fruto de ello y de la creciente escalada del conflicto, el 9 de mayo de 2024, la Junta Rectora de la Conferencia de Rectores y Rectoras de las Universidades Españolas , en nombre de todas las universidades españolas, emitió un Comunicado CRUE sobre la situación en la Franja de Gaza en el que expresó su profundo pesar por la situación en la Franja de Gaza y reafirmó su compromiso con la paz y el derecho internacional humanitario. Exigieron el cese inmediato de las operaciones militares israelíes, la liberación de los secuestrados por Hamás y el respeto al derecho internacional, así como la entrada de ayuda humanitaria en Gaza. Además, se comprometieron a revisar y suspender, en su caso, los acuerdos con universidades israelíes que no apoyen la paz y el cumplimiento del derecho internacional, y a intensificar la cooperación con el sistema educativo palestino, promoviendo un entorno libre de antisemitismo, islamofobia y otras formas de odio en sus comunidades. Un mes más tarde, la acampada por Palestina puso fin tras un mes en la explanada de la UCM.

### Cátedra extraordinaria para la Transformación Social Competitiva
El Grupo Parlamentario Popular en la Asamblea de Madrid presentó el 5 de junio de 2024 una solicitud para la apertura de una comisión de investigación para esclarecer si el rector de la UCM o la Universidad proporcionó "trato de favor" a Begoña Gómez. Asimismo, el juez Juan Carlos Peinado interrogó el 19 de julio de 2024 como testigo a Juan Carlos Doadrio, el vicerrector de Relaciones Institucionales de la Universidad Complutense, quien declaró que Joaquín Goyache le llamó «en septiembre de 2020» diciéndole que se debía crear «una cátedra extraordinaria para Begoña Gómez, la mujer del presidente del Gobierno», a lo que él no puso inconveniente.
El 22 de julio de 2024, el juez Juan Carlos Peinado citó como investigado al rector de la Universidad Complutense. Finalmente, el 16 de mayo de 2025 la Audiencia Provincial de Madrid dictó la resolución contra la instrucción judicial del magistrado Juan Carlos Peinado, y anuló la imputación contra Joaquín Goyache argumentando que carecía de fundamento, dando por cerrado este proceso judicial.